# Мара Касенс (награда)
Литературната награда „Мара Касенс“ (на немски: Mara-Cassens-Preis) е учредена през 1970 г. и се присъжда ежегодно за първи роман. Журито се състои от членове на Литературния дом Хамбург.
Наградата е в размер на 15 000 €.

## Носители на наградата (подбор)
- Кристоф Хайн (1986)
- Ралф Ротман (1992)
- Томас Лер (1994)
- Марлене Щреерувиц (1997)
- Терезия Мора (2004)
- Клеменс Майер (2006)
- Лукас Берфус (2008)